# Náměstí Osvobození

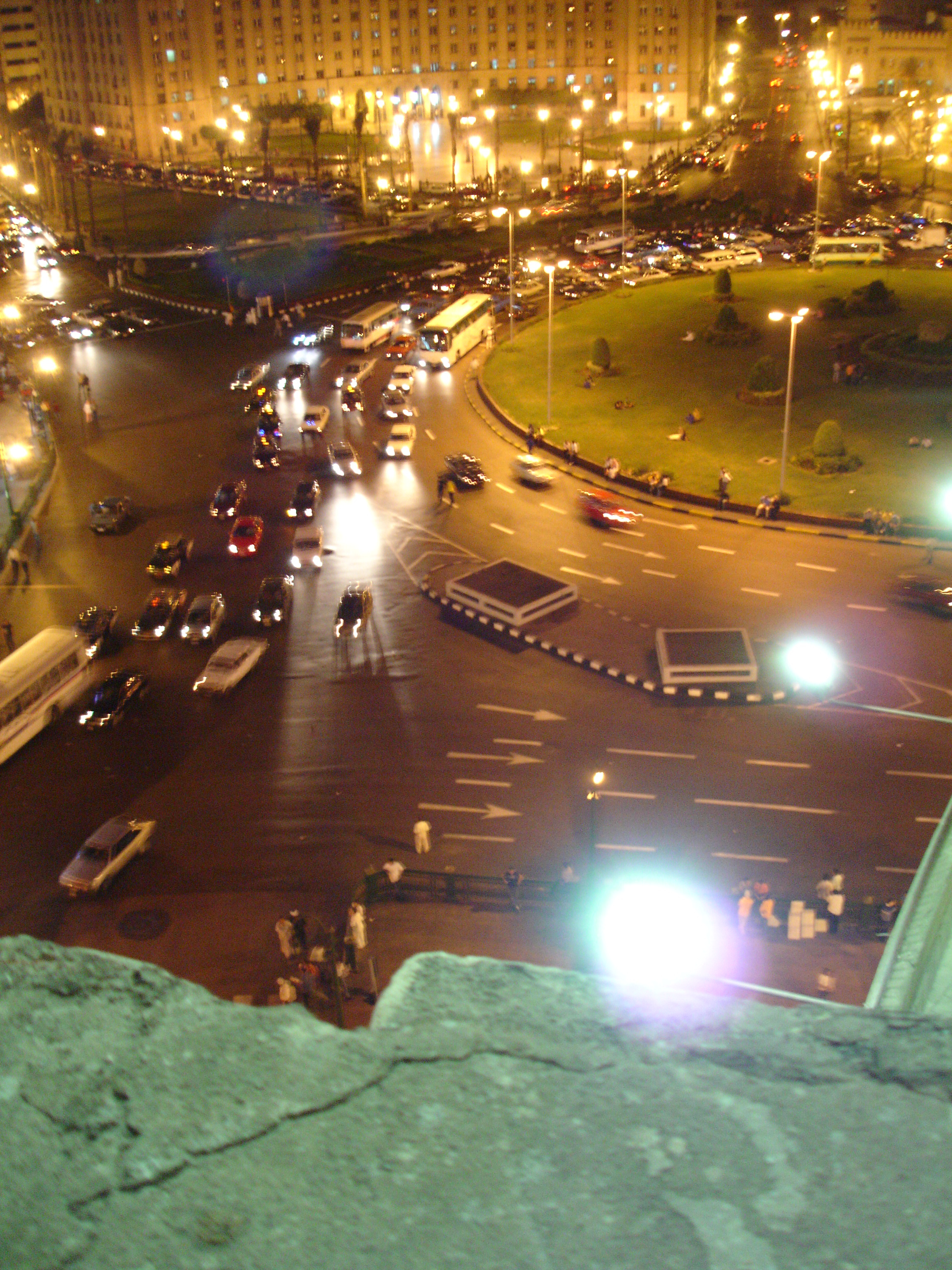
Noční pohled na část náměstí

Náměstí Osvobození (nebo také náměstí Tahrír, arabsky ميدان التحرير‎, Mídán Tahrír) je jedno z hlavních náměstí egyptské Káhiry. Do egyptské revoluce v roce 1952, kdy se v Egyptě změnilo státní zřízení z konstituční monarchie na republiku, se jmenovalo náměstí Ismaíla po Ismaílu Pašovi, egyptském chedivovi v letech 1863–1879.
Nejbližší stanice káhirského metra je Sádát a v blízkosti se nalézají některé z významných káhirských institucí, například Egyptské muzeum v Káhiře.
Náměstí bylo jedním z hlavních míst, kde se v roce 2011 odehrávaly demonstrace. Podle televize Al-Džazíra se zde 31. ledna sešlo přibližně čtvrt miliónu demonstrantů.